# Manfred Pahl
Manfred Pahl (* 20. Januar 1900 in Ebingen; † 11. Mai 1994 in Stuttgart) war ein deutscher Maler, Zeichner und Grafiker des Expressiven Realismus.

## Leben und Wirken

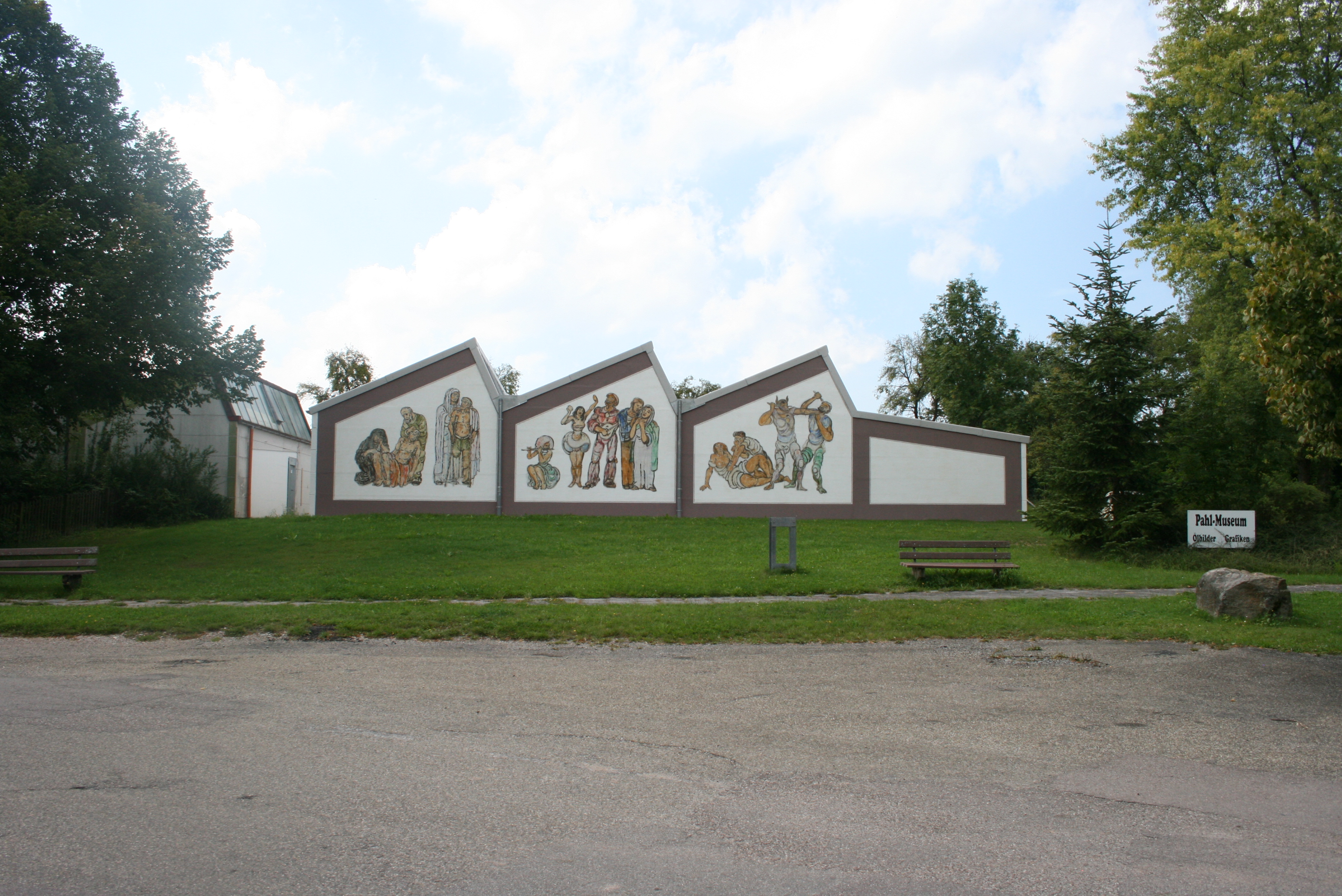
Das Pahl-Museum in Mainhardt-Gailsbach

Anfang der 1920er Jahre studierte er an der Akademie der Bildenden Künste Stuttgart. Für Georg Engelbert Graf illustrierte er Ein Märchen vom Rhein und von den Menschen, das 1925 erschien.
1929 wurde er zusammen mit Manfred Henninger, Alfred Lehmann, Gustav Schopf und Wilhelm Geyer Gründungsmitglied der Stuttgarter Neue Sezession. Zwischen 1933 und 1945 hatte er Berufsverbot.
Bis 1947 lebte er in Berlin. Neben seiner Malerei (Tanzpaar, 1951) schuf Pahl ein umfangreiches grafisches Werk. In den 1980er Jahren realisierte er in Mainhardt-Gailsbach bei Schwäbisch Hall ein eigenes Pahl-Museum.
Pahl heiratete 1921 Anne Frank alias Aenne Pahl, mit der er zwei Töchter hatte.

## Ehrungen
- 1973: Verdienstkreuz 1. Klasse der Bundesrepublik Deutschland[3]
- 1981 erhielt er die Verdienstmedaille des Landes Baden-Württemberg.